# Sherburne County
Sherburne County är ett administrativt område i delstaten Minnesota i USA, med 88 499 invånare. Den administrativa huvudorten (county seat) är Elk River.

## Politik
Sherburne County tenderar att rösta republikanskt. Republikanernas kandidat har vunnit countyt i samtliga fyra presidentval under 2000-talet. I valet 2016 vann republikanernas kandidat med 64,3 procent av rösterna mot 27,5 för demokraternas kandidat, vilket är den största segern i countyt för en kandidat sedan valet 1928.

## Geografi
Enligt United States Census Bureau har countyt en total area på 1 168 km². 1 130 km² av den arean är land och 38 km² är vatten.

### Angränsande countyn
- Mille Lacs County - norr
- Isanti County - nordost
- Anoka County - sydost
- Wright County - sydväst
- Stearns County - väst
- Benton County - nordväst

### Orter
- Becker
- Big Lake
- Clear Lake
- Elk River (huvudort)
- Princeton (delvis i Mille Lacs County)
- St. Cloud (delvis i Benton County, delvis i Stearns County)
- Zimmerman